# Vlag van Antioquia

Vlag van Antioquia (ratio 1:2)

De vlag van Antioquia bestaat uit twee horizontale banden in de kleuren wit (boven) en groen. De vlag is overgenomen van de Universiteit van Antioquia, die al sinds de 19e eeuw haar wit-groene vlag voert. Het departement Antioquia nam de vlag in gebruik op 10 december 1962.